# Фрам (Парагвай)
Фрам — місто та муніципалітет у західній частині департаменту Ітапуа на півдні Парагваю, 46 км від міста Енкарнасьйон. Відомий як один із центрів української діаспори.

## Історія
Фрам — це норвезьке слово, що означає «Вперед», і це назва відомого корабля, який доставив норвезького дослідника Фрітьофа Нансена та його екіпаж до арктичних льодів у 1893 році. Фрам також відомий як «Столиця пшениці», прізвисько якого отримав будучи районом виробництва пшениці з моменту свого заснування.

## Економіка
Основними галузями економіки є сільське господарство і тваринництво з найбільшим виробництвом свиней у країні. Займає перше місце за рівнем доходу на душу населення на рівні країни.

## Релігія
Основною релігією є християнство, виділяються українська православна та католицька гілки. У цьому районі розташована православна церква «Богоявлення Господнього».

## Українці в Фрам
Наприкінці 1930-х в Фрам поселилися українські переселенці з Полісся і Волині. Мешканці українського походження налічують значну частину населення міста. В даний час діє парафія Української Православної церкви Богоявлення Господнього. Молодь приймає активну участь у житті громади. Культурно мистецьке життя підтримується фольклорним групами українського танцю «Колос» і «Калина».

## Уродженці
- Кевін Парсаюк (*2002) — парагвайський футболіст, нападник.
- Хосе Мануель Бабак — парагвайський футболіст українського походження.
- Карлос Даніель Ткачик - муніципальний мер міста Фрам.